# 貞光紳也
貞光 紳也（さだみつ しんや、1951年6月23日 - ）は、日本のアニメ演出家・監督。山口県防府市出身。

## 経歴
一家は転居が多く、防府市から静岡県磐田郡佐久間町（現・浜松市天竜区）→ 名古屋市 → 神奈川県相模原市と移っている。
荒木伸吾、金田伊功らが所属していたスタジオZおよびスタジオNo.1の出身で、『無敵超人ザンボット3』『無敵鋼人ダイターン3』や『機動戦士ガンダム』、『くじらのホセフィーナ』などではスタジオZ作画担当回の演出を担当していた。
タツノコプロ作品に関わった縁から、Production I.G設立当初から作品に参加した。主にOVA作品の監督やシンエイ動画のテレビシリーズの各話演出担当し、一時期は戸部敦夫とコンビで活動していた。現在もフリー契約でProduction I.G第1スタジオに所属しており、『クレヨンしんちゃん』のIG担当回の演出を長らく担当していたが、2014年2月7日放送分を最後に番組を降板した。貞光とコンビを組んで作画監督を担当してきた樋口善法も同年降板した。ただし樋口は、降板後も原画で参加し続けており、2023年7月8日放送分より作画監督に復帰した。『クレヨンしんちゃん』降板後しばらくはテレビアニメなどに参加していなかったが、2017年ごろから再び演出を手掛けている。
様々な作品で演出を担当するが、主にOVA作品で監督を務めることが多い。

## 参加作品

### テレビアニメ
- ど根性ガエル（原画、動画）
- 荒野の少年イサム（動画）
- 大空魔竜ガイキング（作画、制作進行）
- 惑星ロボ ダンガードA（原画）
- 超電磁マシーン ボルテスV（作画）
- 氷河戦士ガイスラッガー（作画）
- 無敵超人ザンボット3（絵コンテ、演出、動画）
- 女王陛下のプティアンジェ（OP、ED演出）
- 無敵鋼人ダイターン3（絵コンテ、演出）
- くじらのホセフィーナ（絵コンテ）
- 機動戦士ガンダム（絵コンテ、演出）
- 科学忍者隊ガッチャマンF（演出）
- ずっこけナイトドンデラマンチャ（絵コンテ）
- とんでも戦士ムテキング（演出）
- ダッシュ勝平（絵コンテ、演出）
- 伝説巨神イデオン（絵コンテ、演出）
- 太陽の使者 鉄人28号（絵コンテ）
- 無敵ロボ トライダーG7（絵コンテ）
- 未来警察ウラシマン（絵コンテ、演出）
- 炎のアルペンローゼ ジュディ&ランディ（演出）
- 昭和アホ草紙あかぬけ一番!（演出）
- 光の伝説（絵コンテ、演出）
- ドテラマン（チーフディレクター）
- 赤い光弾ジリオン（絵コンテ、演出）
- エスパー魔美（絵コンテ、演出）
- ミスター味っ子#テレビアニメ（絵コンテ）
- チンプイ（絵コンテ、演出）
- 21エモン（絵コンテ、演出）
- お〜い!竜馬（絵コンテ、演出）
- いたずらゴローくん（絵コンテ、演出）
- BLUE SEED（絵コンテ、演出）
- ふしぎ遊戯（絵コンテ、演出）
- 怪盗セイント・テール（絵コンテ、演出）
- 赤ちゃんと僕（演出）
- はいぱーぽりす（演出）
- はれときどきぶた（絵コンテ）
- クレヨンしんちゃん（絵コンテ、演出）
- スージーちゃんとマービー（監督）
- 週刊ストーリーランド（演出）
- おとぎストーリー 天使のしっぽ（絵コンテ）
- 100%パスカル先生（絵コンテ、演出）
- デュエル・マスターズ（演出）
- 悪偶 -天才人形-（演出）
- MARS RED（演出チーフ）
- プラチナエンド（演出）
- シンカリオン チェンジ ザ ワールド（演出）

### OVA
- 特務戦隊シャインズマン（監督）
- ドラゴンハーフ（監督、脚本、絵コンテ、演出）
- 八神くんの家庭の事情（監督）
- しあわせのかたち（監督、絵コンテ、演出）
- バース（監督）
- 流星機ガクセイバー（監督、絵コンテ、演出）